# Военно-спортивное многоборье

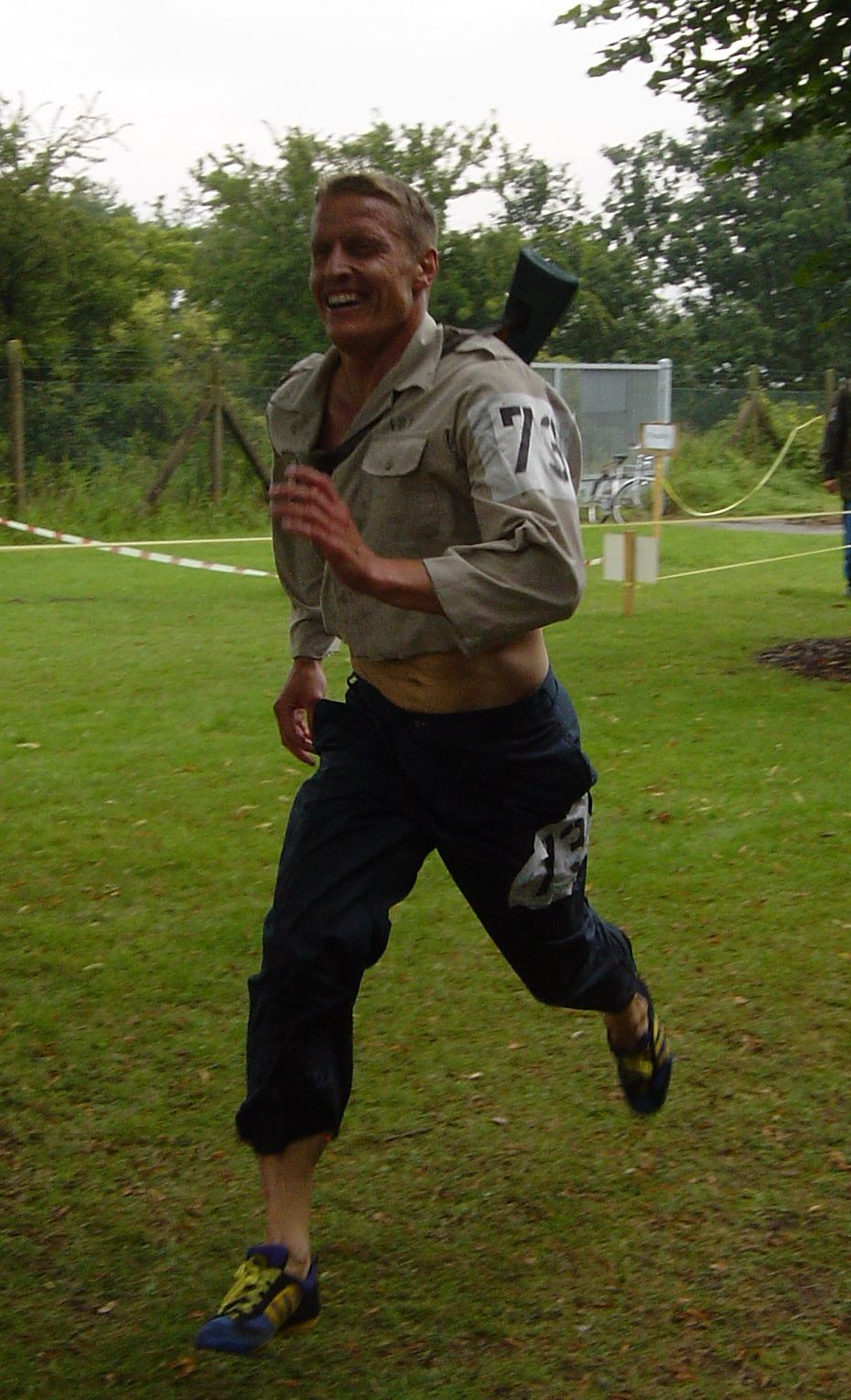
Шведский военный моряк бежит амфибийный кросс

Вое́нно-спорти́вное многобо́рье — военно-прикладной вид спорта. В различной форме существует в разных странах. В современной форме военно-спортивное пятиборье изобрёл в 1946 году офицер французской армии Анри́ Дебру́. С 1950 года Международный совет военного спорта организует международные соревнования по военно-спортивному пятиборью.

## Россия
В 1964 году в СА появилась военно-спортивная квалификация, в которую вошло троеборье, пятиборье и офицерское многоборье.
В настоящее время военно-спортивное многоборье входит в четвёртый раздел всероссийского реестра видов спорта (военно-прикладные и служебно-прикладные виды спорта). К нему относятся дисциплины:
- Военное пятиборье
  - стрельба из стандартной винтовки от 6,0 миллиметров до 8,0 миллиметров на 200 метров или 300 метров, или малокалиберной винтовки 5,6 миллиметров на 50 метров из положения лёжа
  - преодоление полосы препятствий
  - плавание 50 м с препятствиями
  - метание гранат на точность и дальность 370 г (женщины) и 570 г (мужчины)
  - кросс на 4 км (женщины) и 8 км (мужчины)
- Военно-морское пятиборье
  - плавание на 125 м (100 м для женщин) в ластах
  - амфибийный кросс на 2,5 км
  - гонка на выживание в бассейне (с манекеном)
  - морская практика
  - преодоление полосы препятствий
- Военно-авиационное пятиборье
  - пилотаж на реактивном самолёте
  - стрельба из крупнокалиберного пистолета (револьвера) на 25 метров по появляющейся мишени
  - фехтование
  - баскетбольный тест (4 упражнения с мячом)
  - преодоление полосы препятствий и спортивное ориентирование[3][4]